# 투르크메니스탄의 국기
투르크메니스탄의 국기(투르크멘어: Türkmenistanyň baýdagy)는 1992년 11월 27일 독립 기념일에 제정되었으며, 그 후 몇 차례 수정되었다. 세계에서 가장 어렵게 그려진 국기로 평가받는다. 지금의 것은 2001년 1월 24일의 것이다.
초록색은 이슬람교의 전통과 숭고함을, 빨강의 융단무늬는 투르크메니스탄의 다섯지방의 전통 카펫무늬이며, 아랍문화의 전통과 이에 대한 계승을 뜻하며 초승달과 5개의 별은 이슬람교 국가임을 뜻한다. 다른 이슬람 국가들의 국기와 다르게 초승달이 방향 변경 없이 그대로 그려져 있다.

## 색상
| 색상 | 초록               | 하양                  | 갈색                | 금색                 |
| ---- | ------------------ | --------------------- | ------------------- | -------------------- |
| RGB  | 0–132–61 (#00843D) | 255–255–255 (#FFFFFF) | 210–38–48 (#D22630) | 255–199–44 (#FFC72C) |

## 국기의 뜻
초록색 바탕 왼쪽 상단에는 하얀 초승달과 5개의 하얀 별이 그려져 있으며 깃대 쪽으로는 빨간 띠가 그려져 있다. 빨간 띠 안에는 5개의 카펫 문양이 그려져 있으며 띠의 끝 부분에는 올리브 가지가 그려져 있다.
초록색과 빨간색은 투르크메니스탄의 역사를, 초승달은 나라의 밝은 미래를, 하얀색 별은 투르크메니스탄을 구성하는 5개의 주를 의미한다. 카펫 문양은 위에서부터 투르크멘인의 5대 부족인 테케, 요무트, 사리크, 초우두르, 에르사리를 의미하며 올리브 가지는 평화와 중립을 의미한다.

테케 (Teke)
요무트 (Yomut)
사리크 (Saryk)
초우두르 (Chowdur)
에르사리 (Ersary)

## 여러 가지 기

육군기
공군기
해군기

## 역대 투르크메니스탄의 국기

투르크멘 소비에트 사회주의 공화국의 국기 (1919년-1921년)
투르크멘 소비에트 사회주의 공화국의 국기 (1921년-1923년)
투르크멘 소비에트 사회주의 공화국의 국기 (1925년-1937년)
투르크멘 소비에트 사회주의 공화국의 국기 (1937년-1940년)
투르크멘 소비에트 사회주의 공화국의 국기 (1940년-1953년)
투르크멘 소비에트 사회주의 공화국의 국기 (1953년-1973년)
투르크멘 소비에트 사회주의 공화국의 국기 (1973년-1992년)
투르크메니스탄의 국기 (1992년-1997년)
투르크메니스탄의 국기 (1997년-2001년)

## 같이 보기
- 투르크메니스탄의 국장